# 種井静夫
種井 静夫（たねい しずお）は、日本で活動するミュージカル俳優および元テノール歌手である。埼玉県出身。元劇団四季所属。

## 来歴
東京芸術大学卒業後に二期会研究生となる。1974年に東京文化会館推薦オーディションに合格し二期会会員となり、その後はオペラ・テノール歌手として活動し、1978年に開場した博品館劇場で加茂さくらと共演するなどした。1981年秋に文化庁派遣芸術家在外研究員としてウィーンに留学し、帰国後も精力的に活動していた。その後、高崎芸術短期大学で教員を務め、その頃に高校講師をする妻の教え子だった島村幸大を指導する。2004年10月に劇団四季のオーディションに合格し入団。『キャッツ』のオールドデュトロノミー役で四季の初舞台出演を果たした。なお、教え子の島村は2008年より四季に入団し同僚となる。

## 主な出演作品
- キャッツ（オールドデュトロノミー）
- ミュージカル李香蘭（裁判長）
- 人間になりたがった猫（ステファヌス）
- エルコスの祈り（ストーン博士）
- 美女と野獣（モーリス）
- 雪ん子（雪の王）
- 劇団四季ソング&ダンス The Spirit（ヴォーカルパート）